# Гронінгенський університет
Гронінгенський університет (нід. Rijksuniversiteit Groningen) — університет, розташований в місті Гронінген. Був заснований у 1614 році. Це один з найбільших і найстаріших університетів у Нідерландах. З моменту свого створення випустив понад 100 000 студентів. Університет є членом групи Коїмбра.
Гронінгенський університет входить до першої трійки європейських університетів в областях: екології, наук про матеріали, хімії та астрономії. Інші відомі дослідницькі групи спеціалізуються в області: нанотехнологій, фізики, молекулярної біології, мікробіології, медичних наук, неврології, соціології, філософії, теології, археології та мистецтва. Щороку до друку надходять більше ніж 5000 наукових публікацій і близько 260 аспірантів удостоюються докторського ступеня.

## Історія

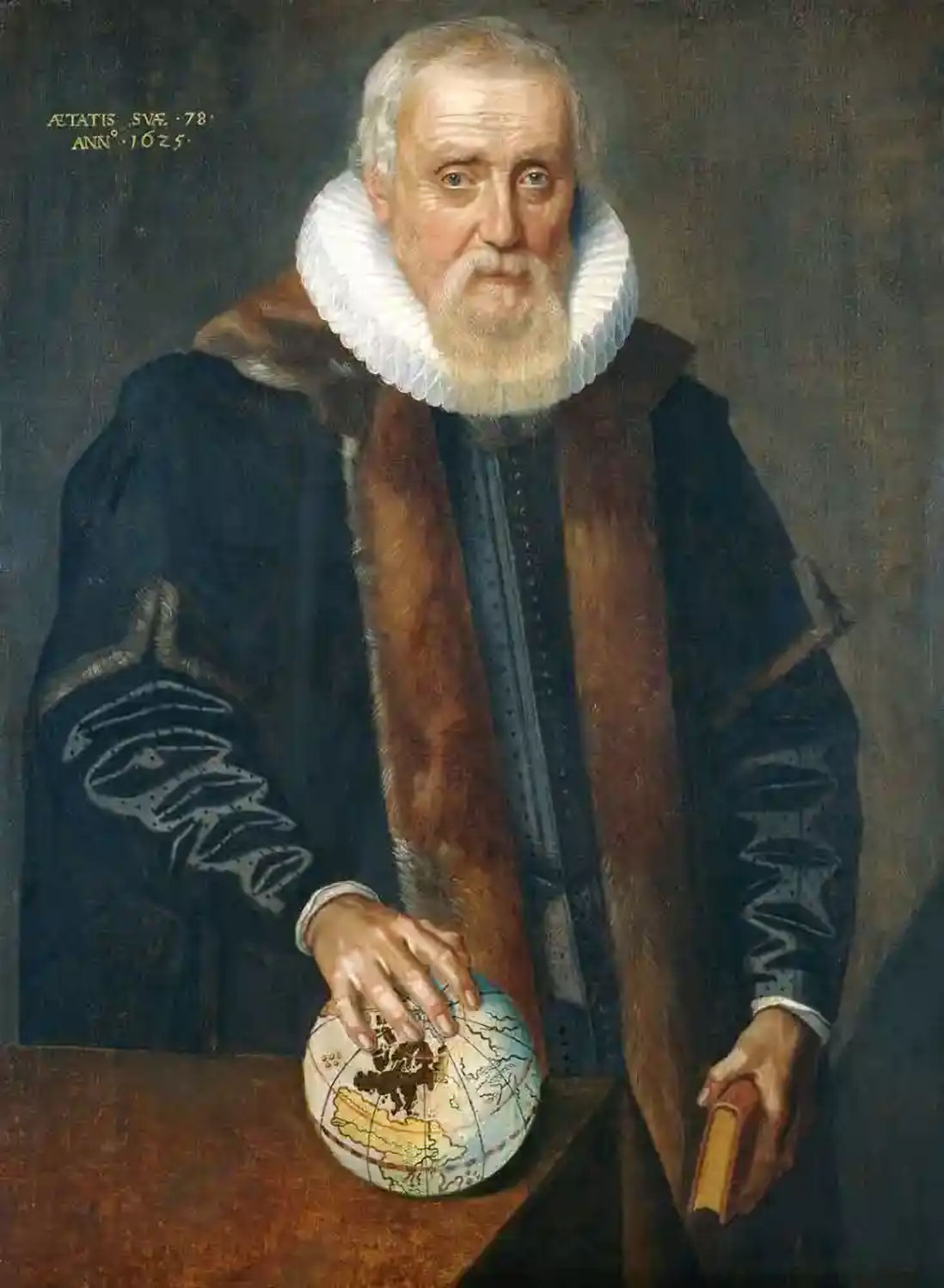
, перший ректор Університету Гронінгена

Заклад був заснований як коледж у 1614 році за ініціативою регіональної асамблеї міста Гронінгена та прилеглого регіону Оммеланди. В університеті було чотири факультети — богословський, юридичний, медичний і філософський.
Герб університету був затверджений палатою представників міста та графства Гронінген у 1615 році. Він складається з герба провінції, увінчаного відкритою книгою зі скороченими словами VER/BVM/DNI LV/CER/NA, скорочення від Verbum Domini Lucerna Pedibus Nostris (лат. «Слово Господнє — світло для ніг наших»). Щит увінчаний золотою короною з п'яти листів і чотирьох перлин.
У перші 75 років існування університету щороку зараховувалося близько 100 студентів. Майже половина студентів і викладачів приїхала з-за меж Нідерландів. Наприклад, перший ректор Уббо Емміус походив зі Східної Фризії в сучасній Німеччині.
Розвиток університету зупинився наприкінці сімнадцятого та протягом вісімнадцятого століття через теологічні розбіжності в поглядах, складні стосунки з регіональною асамблеєю та політичні проблеми, які включали облогу міста Крістофом-Бернгардом фон Галеном у 1672 році. У середньому протягом цього періоду в університеті було зареєстровано 200—300 студентів.

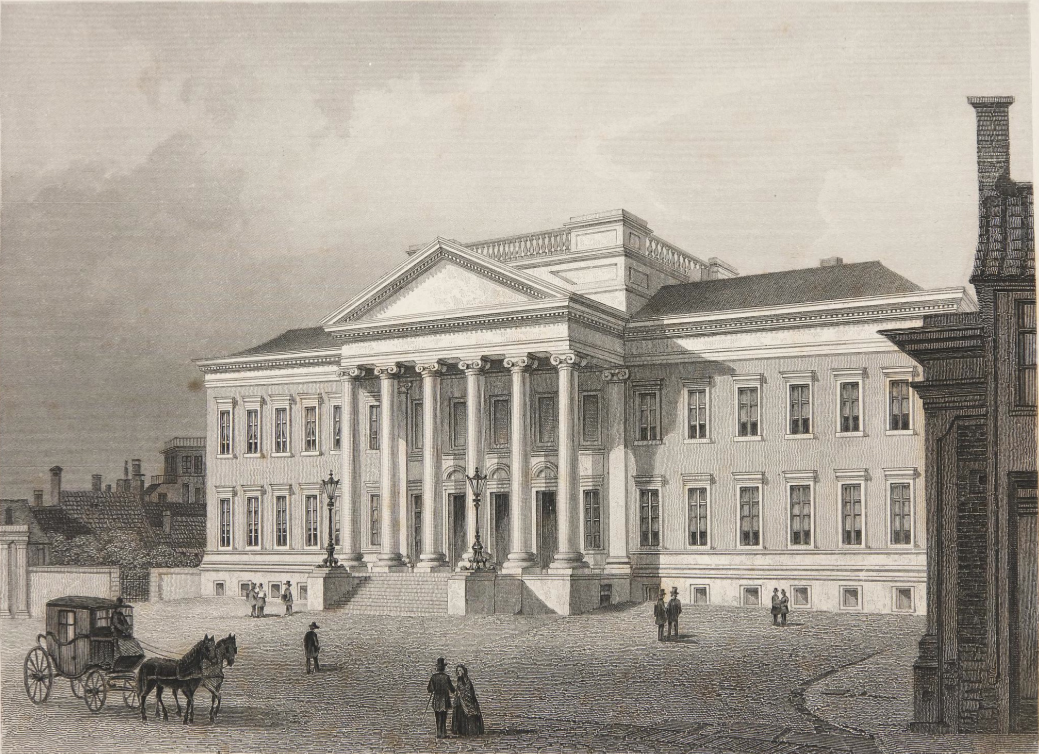
Головна будівля XIX століття в 1858 році

Під час французької окупації між 1775 і 1814 роками Гронінгенський університет перебував під керівництвом Імперського університету Парижа. На відміну від Лейденського університету, його не закрили, а інститут було перейменовано в Імперський університет Гронінгена (Keizerlijke Universiteit Groningen). Протягом цього часу він залишався єдиним відкритим університетом у Королівстві Голландія. У 1815 році після Наполеонівських війн, одночасно з Лейденським і Утрехтським університетами, Гронінгенський університет отримав визнання як національний коледж вищої освіти, але після цього почалися дискусії про закриття. Ситуація покращилася, коли в 1850 році, в основному, коштом мешканців Гронінгена, була побудована нова головна будівля університету. Пожежа повністю знищила будівлю в 1906 році.

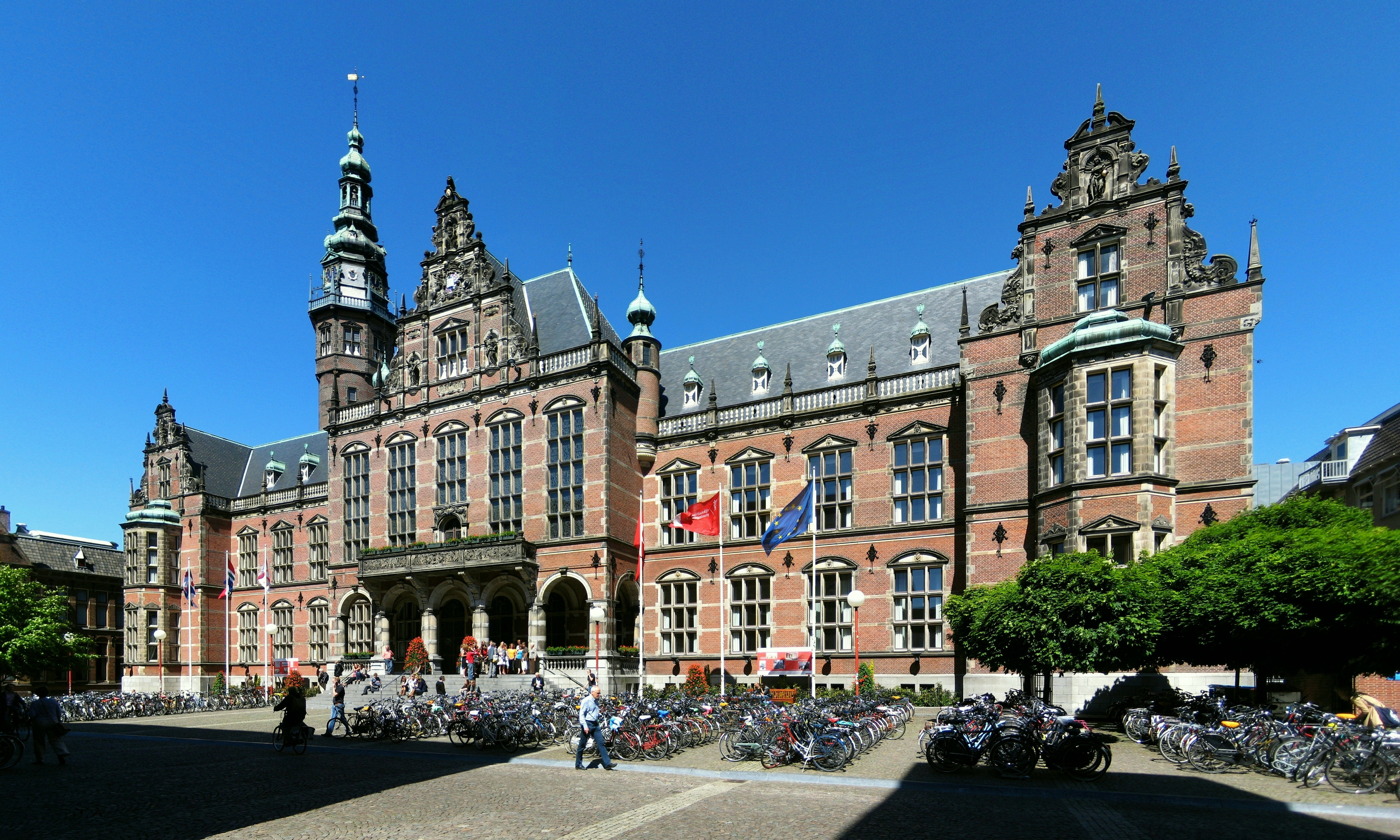
Головна будівля XX століття у 2009 році

Тим часом Закон про вищу освіту 1876 року радикально покращив становище університету, який був перейменований на «Rijksuniversiteit Groningen» (RUG). Навчання велося голландською та латинською мовами.
Університет Гронінгена розвивався протягом перших десятиліть двадцятого століття. Кількість факультетів і чисельність студентів швидко зростали. Коли в 1914 році університет святкував своє перше 300-річчя, там було зареєстровано 611 студентів; до 1924 року кількість студентів зросла до 1000. Після падіння під час Великої депресії, і зокрема під час Другої світової війни, кількість студентів швидко зросла з 1945 року до 20 000 у 1994 році. Зараз в університеті зареєстровано близько 32 700 студентів.

## Університет в цифрах
- 26 500 студентів
- 5500 студентів першого року навчання (10,3 % голландської частки ринку)
- 4691 співробітник в еквіваленті повної зайнятості (у тому числі медичний університет — лікарня Гронінгена: UMCG)
- 364 професорів (включаючи UMCG)
- 1500 аспірантів (включаючи UMCG)
- 60 бакалаврських та 115 магістерської програми навчання
- 9 факультетів, 9 аспірантур
- 27 науково-дослідних центрів та інститутів,
- 550 млн євро річного бюджету

## Факультети
- Факультет економіки та бізнесу
- Факультет мистецтв
- Юридичний факультет
- Факультет теології та релігієзнавства
- Філософський факультет
- Факультет поведінкових та соціальних наук
- Факультет медичних наук
- Факультет наук та інженерії
- Факультет просторових наук
- Університетський коледж Гронінгена[en]
- Кампус Фрісландія[nl]

## Наука

### Наукові школи, центри та інститути

#### Гуманітарні та соціальні науки
- Центр мови та пізнання Гронінгена (CLCG)
- Центр релігії та спадщини
- Центр релігії, конфліктів та глобалізації (CRCG)
- Центр релігії, здоров'я та добробуту
- CRASIS (Культура, релігія та суспільство — міждисциплінарні дослідження в античному світі)
- Дослідження глобалізації Гронінгена (GSG)
- Гронінгенський інститут археології (GIA)
- Гронінгенський інститут освітніх досліджень (GION)
- Гронінгенський науково-дослідний інститут філософії (GRIPH)
- Гронінгенський науково-дослідний інститут з вивчення культури (ICOG)
- Інститут Гейманса
- Інститут індійських досліджень
- Міжвишівський центр теорії та методології соціальних наук (ICS)
- Інститут Кумран
- Інститут міських і регіональних досліджень (URSI)

#### Право
- Центр права, адміністрації та суспільства (CRBS)
- Гронінгенський центр енергетичного права (GCEL)

#### Економіка та бізнес
- Дослідницький інститут СОМ

#### Науки про життя
- Дослідницька школа поведінкових і когнітивних наук (BCN) / UMCG[14]
- Дослідницький інститут BCN-BRAIN / UMCG[15]
- Центр дослідження раку Гронінгена (CRCG) / UMCG[16]
- Гронінгенський інститут еволюційних наук про життя (GELIFES)[17]
- Інститут дослідження наркотиків Університету Гронінгена (GUIDE) / UMCG[18]
- Гронінгенські біомолекулярні науки та біотехнологія (GBB)
- Гронінгенський науково-дослідний інститут фармації (GRIP)
- Науки про здорове старіння та охорону здоров'я (SHARE), UMCG[19]
- інститут біомедичної інженерії та матеріалознавства Кольфа / UMCG[20]

#### Наука та інженерія[21]
- Інститут математики, інформатики та штучного інтелекту ім. Бернуллі
- Інженерно-технологічний інститут Гронінгена (ENTEG)
- Дослідницький інститут енергетики та сталого розвитку Гронінгена (ESRIG)
- Інститут біомолекулярних наук і біотехнології Гронінгена (GBB)
- Гронінгенський інститут еволюційних наук про життя (GELIFES)
- Гронінгенський науково-дослідний інститут фармації (GRIP)
- Інститут наукової освіти та комунікації (ISEC)
- Астрономічний інститут Каптейна
- Інститут хімії Стратінґа[en]
- Інститут фізики елементарних частинок і гравітації Ван Свіндерена
- Інститут сучасних матеріалів Церніке[en] (ZIAM)

## Відомі випускники та професори
- Фріц Церніке, лауреат Нобелівської премії з фізики,
- Йоганн Бернуллі, піонер в галузі обчислення,
- Якобус Корнеліус Каптейн, першовідкривач доказів обертання галактик,
- Алетта Якобс, перша студентка університету в Нідерландах,
- Вюббо Оккелс, перший голландський астронавт,
- Вім Даусенберг, перший президент Європейського центрального банку,
- Бернард Л. Ферінґа, нобелівський лауреат з хімії 2016 року[22].